# Prowincje rzymskie

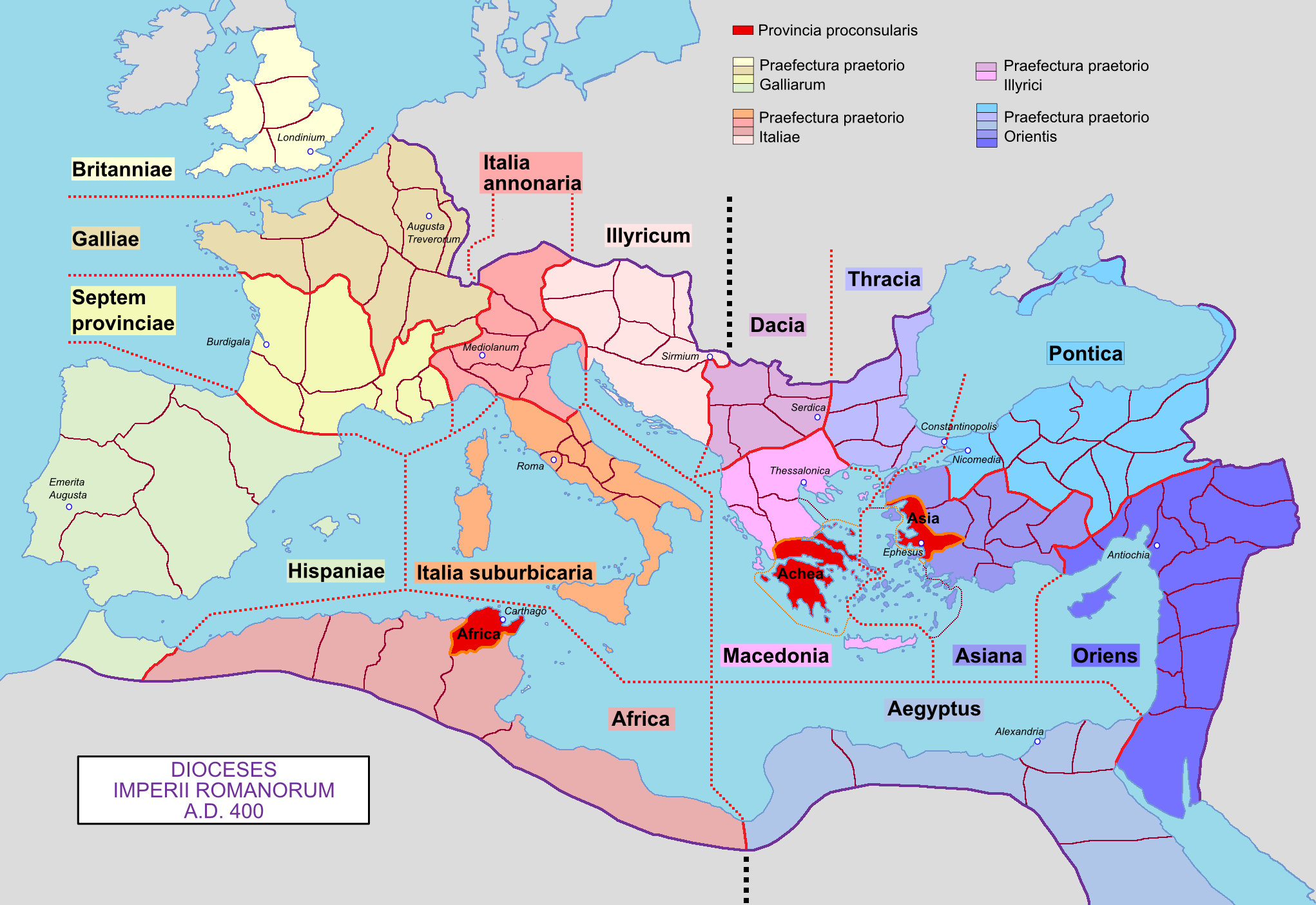
Cesarstwo Rzymskie z podziałem na prefektury, diecezje i prowincje ok. 400 r. n.e.

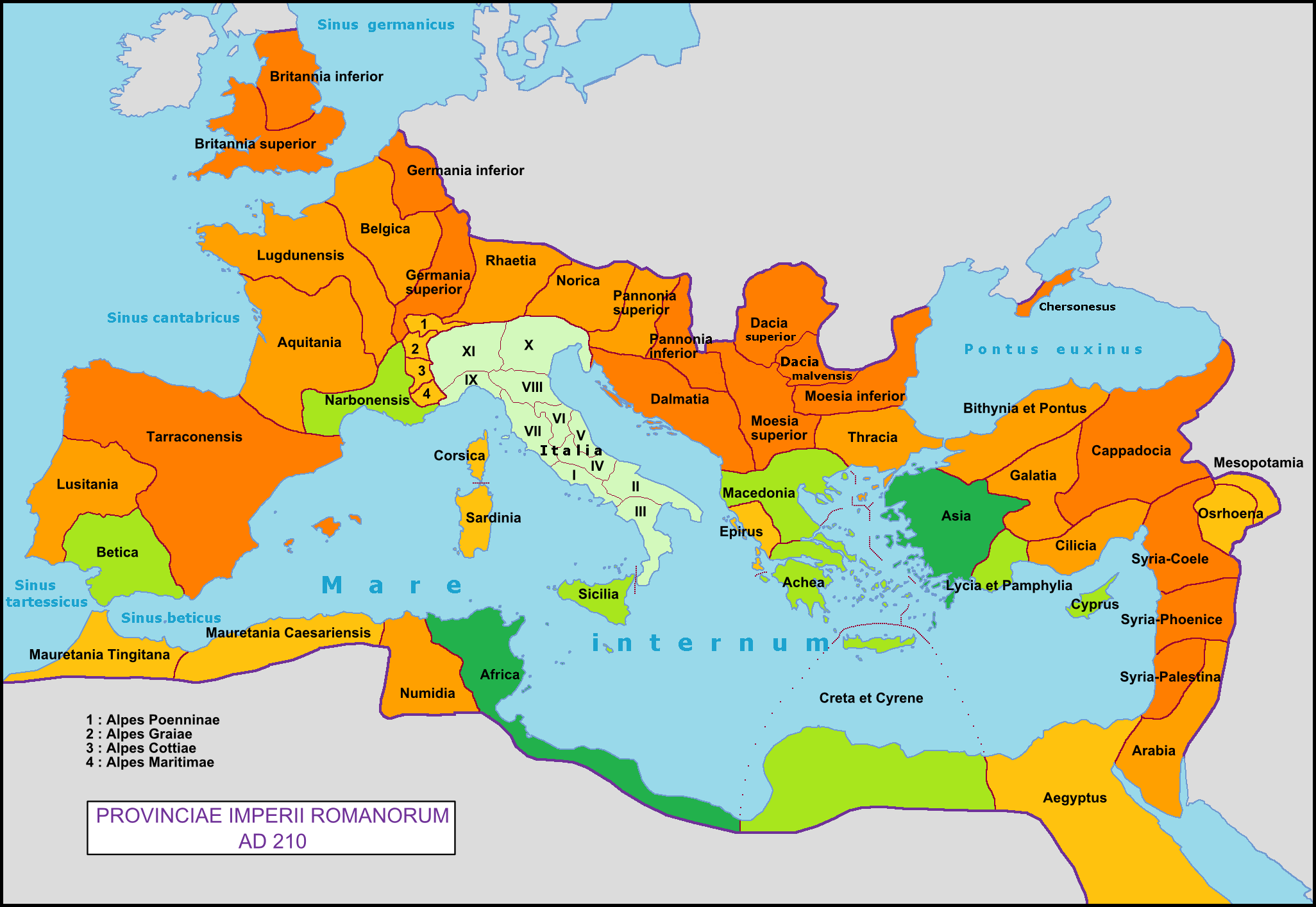
Cesarstwo Rzymskie z podziałem na prowincje ok. 210 r. n.e.

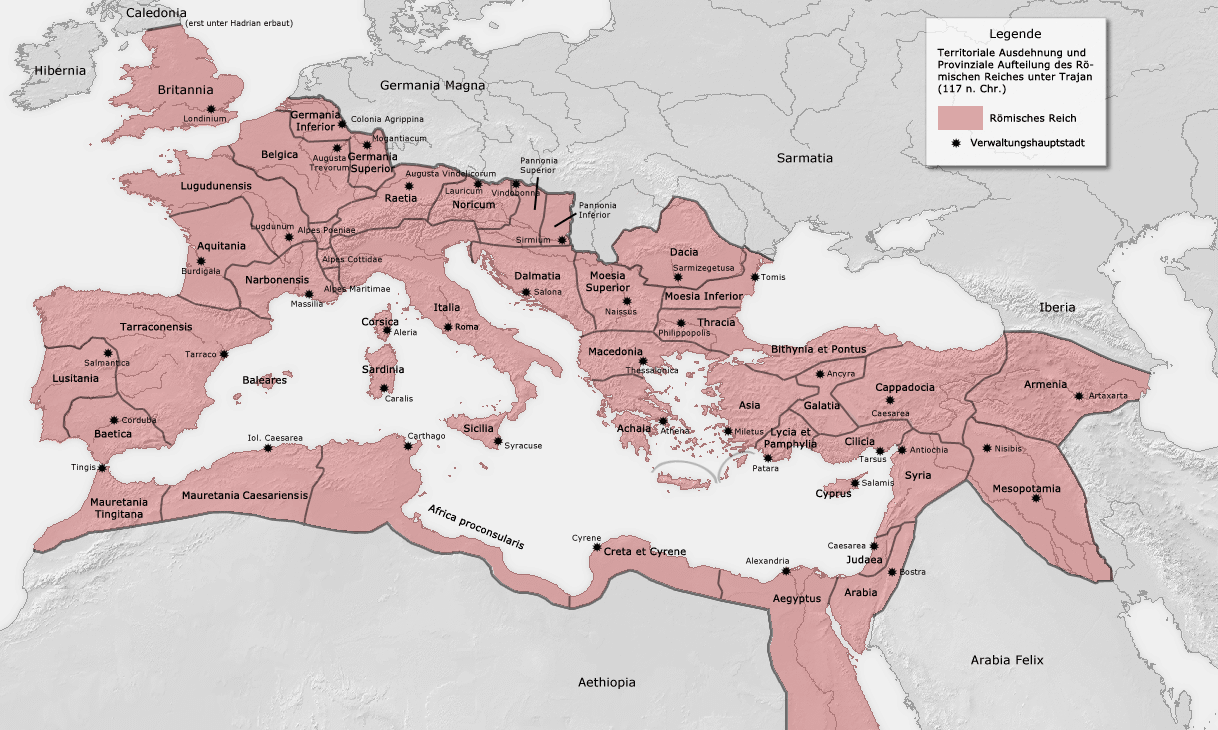
Cesarstwo Rzymskie z podziałem na prowincje (czasy cesarza Trajana)

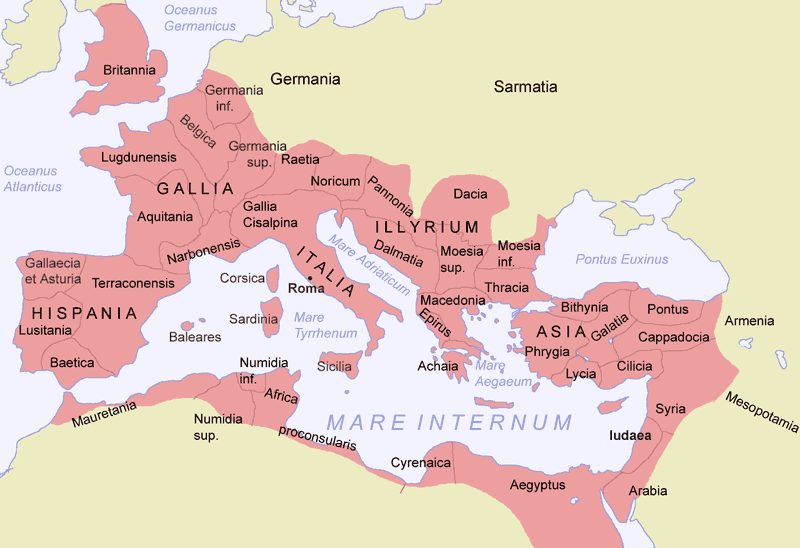
Cesarstwo Rzymskie z podziałem na prowincje (czasy cesarza Trajana przed 117 r.)

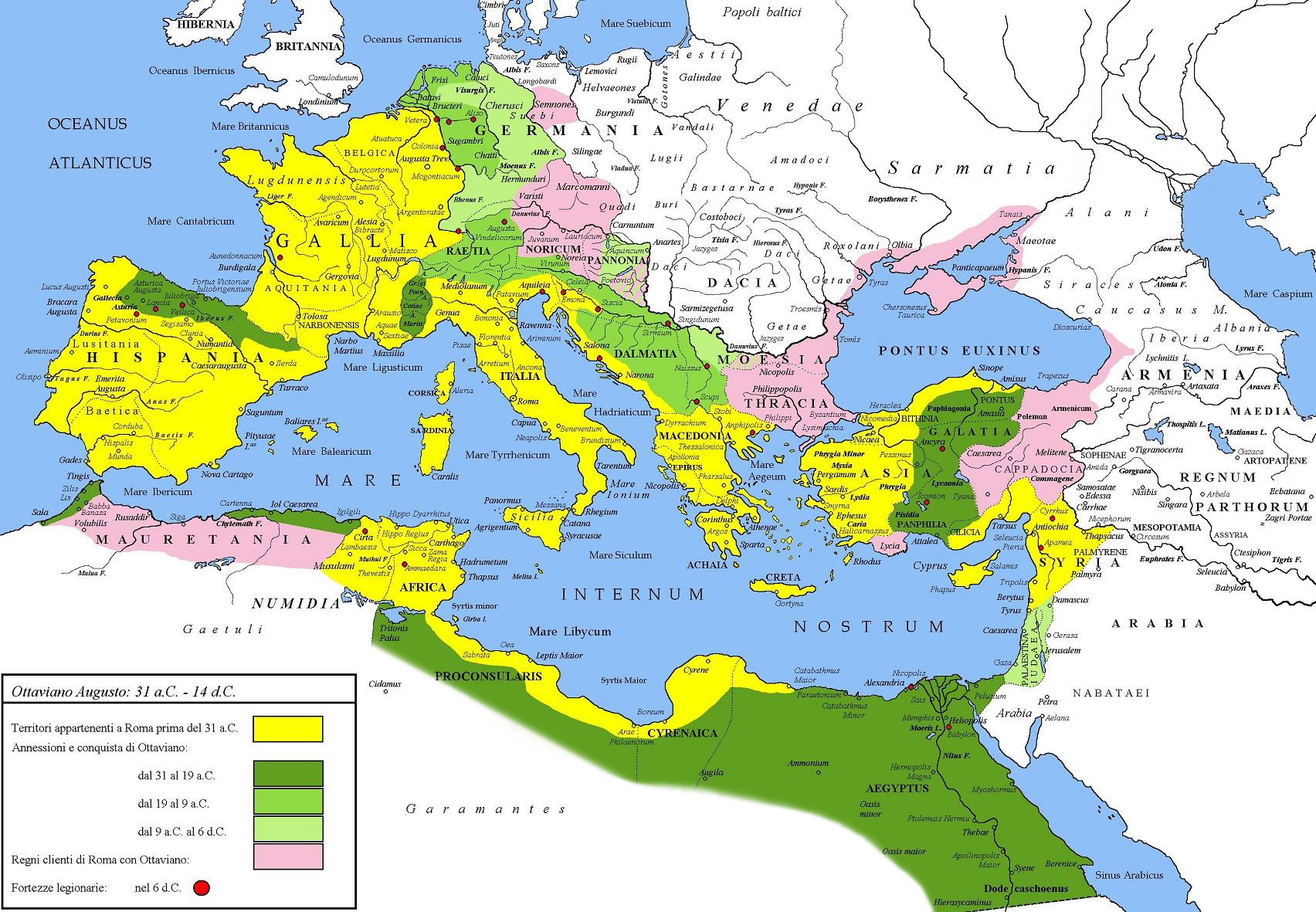
Cesarstwo Rzymskie za cesarza Oktawiana Augusta

Prowincje rzymskie – jednostki administracyjne Cesarstwa Rzymskiego, tworzone na podbitych terytoriach (poza Italią). Zarządzane przez namiestników. W wielu prowincjach stacjonowało wojsko rzymskie. Pierwszą rzymską prowincją była wyspa Sycylia, podbita w 241 r. p.n.e. w czasie I wojny punickiej. Liczba i rozmiary poszczególnych prowincji zmieniały się na przestrzeni dziejów Imperium w zależności od warunków zewnętrznych i polityki wewnętrznej.
Zasadniczo prowincje rzymskie dzieliły się na dwa rodzaje:
- prowincje cesarskie (propretorskie)
- prowincje senackie (prokonsularne).

## Prowincje w czasach Republiki Rzymskiej i daty ich powstania
- 227 p.n.e. Sicilia – propretorska,
- 231 p.n.e. Corsica et Sardinia – propretorska,
- 197 p.n.e. Hispania Citerior i Hispania Ulterior – propretorskie,
- 167 p.n.e. Illyricum – propretorska,
- 146 p.n.e. Macedonia-Achaea – propretorska
- 146 p.n.e. Africa Proconsularis – prokonsularna,
- 129 p.n.e. Asia – prokonsularna,
- 120 p.n.e. Gallia Transalpina, późniejsza Gallia Narbonensis – propretorska,
- 81 p.n.e. Gallia Cisalpina – propretorska, w czasach wczesnego Cesarstwa włączona do Italii,
- 74 p.n.e. Bitynia – propretorska,
- 74 p.n.e. Cyrenaica et Creta – propretorska,
- 64 p.n.e. Cilicia et Cyprus – propretorska,
- 64 p.n.e. Syria – propretorska,
- 30 p.n.e. Aegyptus – propretorska, rządzona przez ekwitę jako Praefectus augustalis
- 15 n.e. Mezja – propretorska.

## Zabezpieczenie prowincji
Prowincjami zarządzali gubernatorzy. W czasach Republiki wyznaczano ich na okres jednego roku. Na początku roku kalendarzowego nowi gubernatorzy, wybrani albo poprzez losowanie, albo bezpośrednio, obejmowali wyznaczone dla siebie prowincje. Byli to na ogół politycy z kręgu senatorskiego, dawni pretorzy lub konsulowie. 
W czasach Cesarstwa wyjątek od tej zasady stanowił Egipt, który August uczynił prowincją zwyczajowo rządzoną przez wybranego członka warstwy ekwitów. Prowincje wystawione na niebezpieczeństwa obejmowali na ogół dawni konsulowie, mężowie o większym doświadczeniu i prestiżu. Po uformowaniu się pryncypatu August zachował dla siebie uprawnienia wybierania gubernatorów dla tzw. prowincji cesarskich, leżących głównie na niespokojnych granicach, świeżo podbitych, silniej obsadzonych wojskiem i zagrożonych buntami lub najazdami. Pozostałe prowincje oddane zostały w zarządzanie senatowi, który wybierał ich gubernatorów.
Rozmieszczenie legionów w prowincjach było zależne od lokalnych warunków. W 14 roku n.e. w Lusitanii nie stacjonował żaden legion, podczas gdy w Germania Inferior stacjonowały aż cztery. W czasach Cesarstwa największe i najsilniej obsadzone legionami prowincje (np. naddunajskie Pannonia lub Mezja) były dzielone na mniejsze, aby nie zostawiać w rękach jednego człowieka zbyt wielkiej władzy, która mogła zagrozić tronowi. Gubernatorzy takich silnie uzbrojonych prowincji niejednokrotnie sięgali bowiem po władzę w Rzymie, obracając miecze swych legionów przeciwko własnemu krajowi i legionom wiernym władzy centralnej.

## W różnych okresach status prowincji miały
- Achaja
- Africa Proconsularis
- Alpy
  - Alpes Poenninae
  - Alpes Maritimae
  - Alpes Cottiae
- Arabia Petraea
- Armenia
- Azja
  - Bitynia
  - Cylicja
  - Galacja
  - Kapadocja
  - Lycja
  - Pont
- Brytania
  - Britannia superior
  - Britannia inferior
- Cypr
- Dacja
  - Dacia Superior
  - Dacia Inferior
  - Dacia Porolissensis
- Egipt
- Epir
- Galia
  - Akwitania
  - Gallia Narbonensis
  - Gallia Belgica
  - Gallia Lugdunensis
- Germania
  - Germania Superior
  - Germania Inferior
  - Agri Decumates
- Hispania
  - Hispania citerior (Hispania Tarraconensis)
  - Hispania ulterior
    - Hispania Baetica
    - Lusitania
- Kreta
- Iliria
  - Illyricum superius
  - Illyricum inferius
  - Dalmacja
- Italia
- Judea
- Lusitania,
- Macedonia,
- Mauretania
  - Mauretania Tingitana
  - Mauretania Caesariensis
- Mezja
  - Moesia Superior
  - Moesia Inferior
- Mezopotamia
- Noricum
- Numidia
  - Numidia superior
  - Numidia inferior
- Panonia
  - Pannonia superior
  - Pannonia inferior
- Recja
- Sardynia i Korsyka
- Sycylia
- Syria
  - Siria proper
  - Siria Osroene
  - Siria Sophene
  - Palestyna
  - Fenicja
- Tracja